# Raymond Becquevort
Raymond Pierre Antoine Becquevort (né à Binche le 22 octobre 1886, décédé à Genval le 30 août 1962) est un homme politique belge et un militant wallon.
Ingénieur civil des mines, il combattit sur le front de l'Yser de 1914 à 1918. Conseiller communal de Genval de 1926 à 1932 et de 1938 à 1962 Il fut aussi bourgmestre de cette commune de 1947 à 1962. Il est aussi député de Nivelles à la Chambre de 1949 à 1950 et de 1954 à 1958. En janvier 1950, il dépose avec Maurice Destenay, René Drèze et René Lefebvre une proposition de loi instituant une consultation populaire sur la question wallonne.

La question est libellée comme suit : 
«  Êtes-vous d'avis qu'il y a lieu d'accorder l'autonomie de la Flandre et à la Wallonie dans le cadre d'un État fédéral belge ? »
Il participe au Congrès national wallon de 1945, est vice-président du Comité central d'Action wallonne pour le Brabant wallon (1952) et membre pour le Brabant wallon du Conseil économique wallon. Il intervient à la Chambre pour appuyer les demandes du conseil en vue de l'électrification des lignes Bruxelles-Mons, Namur-Liège, Bruxelles-Arlon, Liège-Herbesthal.

Lors du pèlerinage de Waterloo à l'Aigle blessé, il déclare en 1954 : 
« Notre vie politique du dernier siècle s'éveille au souffle de la liberté venu du sud. Cette liberté nous apportait la déclaration des droits de l'homme. C'est pour nous le sens même de notre vie. Cette civilisation nous la défendrons. Il ne faut pas que le germanisme vienne l'obscurcir. Wallons nous sommes et Wallons nous resterons. »